# Veřejné záchodky v Kawakawě

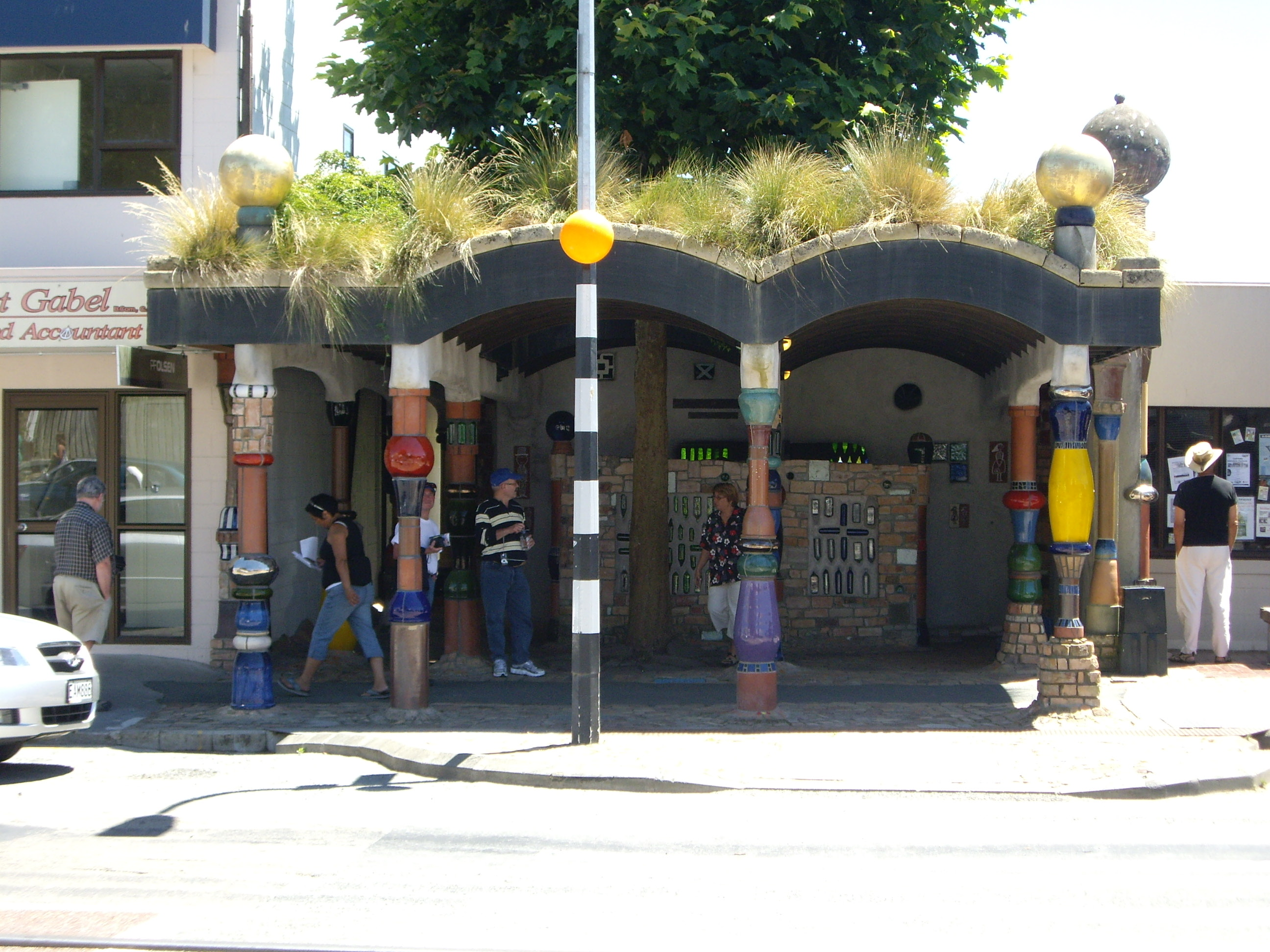
Vchod do záchodků

Veřejné záchodky v Kawakawě jsou veřejné záchodky na Gilles Street, hlavní ulici novozélandského městečka Kawakawa. Stavba je posledním dílem rakouského architekta Friedensreicha Hundertwassera, který měl nedaleko Kawakawy svůj domov. Současně se jedná o jediné Hundertwasserovo dílo na jižní polokouli. Veřejné záchodky v Kawakawě jsou jedny z mála veřejných záchodků, které jsou turistickou atrakcí pro svůj vzhled, ne pro svůj účel.

## Historie

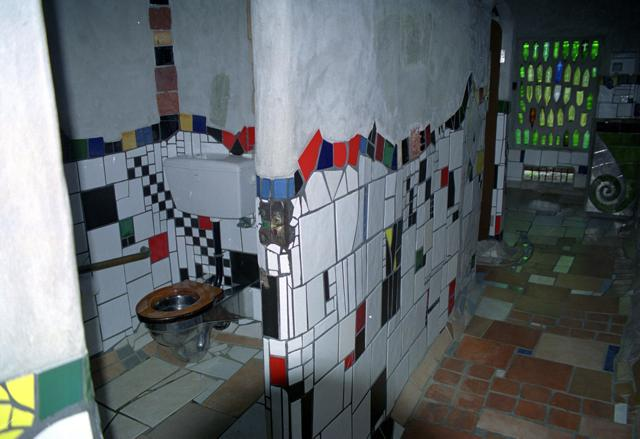
Ukázka interiéru

Od roku 1975 až do své smrti v roce 2000 žil Hundertwasser na Novém Zélandu nedaleko městečka Kawakawa a považoval se za Novozelánďana. V roce 1998 vyhlásila radnice v Kawakawě, že hodlá obnovit 40 let staré veřejné záchodky v centru města, načež se Hundertwasser dobrovolně nabídl navrhnout design. Průběh stavby také osobně kontroloval.
Pro stavbu byly použity keramické mísy, které zhotovili studenti Bay of Islands College. Cihly použité na stavbu pochází z bývalé budovy banky Bank of New Zealand.

## Ocenění
Toto dílo je vysoce ctěno. Obdrželo mnoho cen, mezi nimi např. certifikát Creative Places Awards 2000, udělované agenturou Creative New Zealand.